# Hamdi Hadda
Hamdi Hadda, né le 26 février 1969 à Caen, est un acteur franco-tunisien.

## Biographie
En 1980, alors âgé de onze ans, sa famille quitte la France pour s'installer définitivement en Tunisie. Afin de se débarrasser de sa timidité, il lui est conseillé de faire du théâtre. Hamdi Hadda fait ses premiers pas avec Taoufik Jebali, qui anime un centre de formation théâtrale, El Teatro Studio,.
En mai 2012, il reçoit le prix de la meilleure interprétation masculine pour son rôle dans Top Secret d'Imen Ben Hassine lors des Rencontres internationales du court métrage d'Agadir au Maroc. L'année suivante, il est invité en tant que membre du jury au Festival international du court métrage de Tiznit, toujours au Maroc.
En parallèle de sa carrière d'acteur, Hamdi Hadda est directeur de l'agence de communication H2Com.

## Filmographie

### Cinéma

#### Longs métrages
- 2011 : Histoires tunisiennes de Nada Mezni Hafaiedh : Mo
- 2012 : Millefeuille de Nouri Bouzid : le gérant
- 2016 :
  - Fleur d'Alep de Ridha Béhi
  - Woh ! d'Ismahane Lahmar : Majid

#### Courts métrages
- 2008 : Sos Muezzin de Mamdouh Ben Abdelghaffar
- 2009 : Pause de Mariem Bousselmi
- 2012 :
  - Top Secret d'Imen Ben Hassine
  - Foutaise de Bari Ben Yahmed

### Télévision

#### Séries
- 2009 :
  - Choufli Hal (saison 6) d'Abdelkader Jerbi : un photographe
  - Maktoub (saison 2) de Sami Fehri : un médecin
- 2010 :
  - Dar Lekhlaa d'Ahmed Rjeb et Nabil Bessaïda : Marouen
  - Njoum Ellil (saison 2) de Madih Belaïd : Abdelmajid
- 2012 :
  - Chobik Lobik d'Issam Bouguerra et Kaïs Chekir (invité d'honneur)
  - Dipanini de Hatem Bel Hadj (invité d'honneur)
- 2013 :
  - School (saison 1) de Zied Litayem et Rania Gabsi
  - Layem de Khaled Barsaoui : Khaled
- 2014-2015 : Naouret El Hawa de Madih Belaïd : Walid
- 2016 :
  - Al Akaber de Madih Belaïd : Rached
  - Bolice 2.0 de Majdi Smiri
- 2017 : Dawama de Naim Ben Rhouma : Adnen
- 2019 : Ali Chouerreb (saison 2) de Madih Belaïd

#### Téléfilms
- 2012 : La Fuite de Carthage de Madih Belaïd

#### Émissions
- 2014 : L'anglizi (épisode 19) sur Tunisna TV

### Vidéos
- 2010 :
  - spot publicitaire pour la marque de concentré de tomates Jouda
  - spot publicitaire pour la marque de lait Délisso de Délice
  - spot publicitaire pour la marque de fromage Fromy
- 2011 : spot publicitaire pour la marque de pâtes Amor Benamor
- 2013 : Matadhrabnich (Ne me frappe pas), campagne pour la réforme du système policier
- 2015 : spot promotionnel pour l'association Tunespoir, réalisé par Madih Belaïd[4]

## Théâtre
- 2009 : Manifestou essourour, texte d'Ali Douagi et mise en scène de Taoufik Jebali
- 2011 : Blanche-Neige sur les dunes de Nefta, comédie musicale de Hédia Ben Jemâa Bhiri